# Saphesia flaccida
Saphesia flaccida ist die einzige Art der monotypischen Pflanzengattung Saphesia aus der Familie der Mittagsblumengewächse (Aizoaceae).  Der botanischen Name der Gattung leitet sich vom griechischen Wort saphes für ‚verschieden‘ ab und verweist darauf, dass sich die Gattung deutlich von allen anderen der Familie unterscheidet.

## Beschreibung
Saphesia flaccida wächst als ausdauernde oder zweijährige Pflanze mit einem dicken, verzweigten Wurzelstock und bis zu 1 Meter langen verzweigten Trieben und laubabwerfenden Zweigen. Die gegenständig oder wechselständig angeordneten hellgrünen Laubblätter sind flach und schlank. Sie sind an ihrer Basis nicht miteinander verwachsen. Ihre Epidermis enthält zerstreute Blasenzellen.
Die einzelnen Blüten besitzen fünf Kelchblätter, weiße Kronblätter und erreichen Durchmesser von 3,5 bis 4,5 Zentimeter. Sie stehen an 4,5 bis 21 Zentimeter langen Blütenstielen. Das Nektarium bildet einen leicht lophomorphen Ring. Die Blütezeit reicht vom September bis in den November.
Die Klappen der xerochastischen, fünffächrigen Früchte trennen sich nicht vom Septum. Im Unterschied zu allen anderen Mitgliedern der Unterfamilie der Ruschioideae bilden sie einen distalen Ring entlang des Außenrandes, in dem Septum und Samenanlagen herausragen und so Abschnitte bilden, in denen je ein Samen heranwächst. Die dunkelbraune Samenschale ist mit niedrigen Papillen besetzt.

## Systematik und Verbreitung
Saphesia flaccida ist in Südafrika in den westlichen Distrikten der Provinz Westkap verbreitet. Sie wächst in Meeresnähe in Gebieten mit ganzjährigen Niederschlagsmengen von mehr als 400 Millimeter jährlich.
Die Erstbeschreibung der Art als Mesembryanthemum flaccidum durch Nikolaus Joseph von Jacquin wurde 1804 veröffentlicht. Nicholas Edward Brown stellte diese Art 1932 als einzige Art in die von ihm neu aufgestellte Gattung Saphesia.

## Nachweise

## Weiterführende Literatur
- H. D. Ihlenfeldt, M. Gerbaulet: Untersuchungen zum Merkmalsbestand und zur Taxonomie der Gattungen Apatesia N.E.Br., Carpanthea N.E.Br., Conicosia N.E.Br., Herrea Schwantes und Hymenogyne Haw. (Mesembryanthemaceae Fenzl.). In:  Botanische Jahrbücher für Systematik. Band 111, Nummer 4, 1990, S. 457–498.
- Ernst van Jaarsveld: Saphesia flaccida and its Conservation. In: Cactus and Succulent Journal of Great Britain. Nummer 3, 1994, S. 98–103